# Kalînivka, Izeaslav
Kalînivka (în ucraineană Калинівка) este un sat în comuna Telijînți din raionul Izeaslav, regiunea Hmelnîțkîi, Ucraina.

## Demografie
Componența lingvistică a localității Kalînivka
     Ucraineană (98,48%)
     Rusă (1,52%)
Conform recensământului din 2001, majoritatea populației localității Kalînivka era vorbitoare de ucraineană (98,48%), existând în minoritate și vorbitori de rusă (1,52%).